# Bottiella medemi
Bottiella medemi är en kräftdjursart som först beskrevs av Eugene Byron Smalley och Rodríguez 1972.  Bottiella medemi ingår i släktet Bottiella och familjen Trichodactylidae. IUCN kategoriserar arten globalt som sårbar. Inga underarter finns listade i Catalogue of Life.